# Fangqian (köpinghuvudort i Kina, Zhejiang Sheng, lat 29,05, long 120,68)
Fangqian (kinesiska: 方前镇, 方前) är en köpinghuvudort i Kina. Den ligger i provinsen Zhejiang, i den östra delen av landet, omkring 140 kilometer söder om provinshuvudstaden Hangzhou. Antalet invånare är 8 664. Befolkningen består av 4 243 kvinnor och 4 421 män. Barn under 15 år utgör 14,0 %, vuxna 15-64 år 70 %, och äldre över 65 år 15,0 %.
Runt Fangqian är det ganska tätbefolkat, med 248 invånare per kvadratkilometer. Närmaste större samhälle är Anzhou, 19,7 km söder om Fangqian. I omgivningarna runt Fangqian växer i huvudsak blandskog.
Genomsnittlig årsnederbörd är 2 209 millimeter. Den regnigaste månaden är juni, med i genomsnitt 377 mm nederbörd, och den torraste är januari, med 70 mm nederbörd.